# Geiselnahme von Sydney
Die Geiselnahme von Sydney begann am Morgen des 15. Dezember 2014 in der Innenstadt der australischen Metropole Sydney in einem Lindt Chocolate Café.
Der Einzeltäter Man Haron Monis betrat das Schokoladen-Café am Martin Place und nahm dort 17 Angestellte und Kunden als Geiseln. Im Lauf des Geschehens entkamen 11 Geiseln.
Monis gab  politische Motive an. Einige Geiseln mussten ein schwarzes Banner mit der arabischen Schahāda gegen ein Fenster halten.
Wegen der Geiselnahme wurden im Stadtzentrum zahlreiche Straßensperren errichtet; das Areal rund um den Ort des Geschehens wurde gesperrt, nahe gelegene öffentliche Gebäude wurden geräumt.
16 Stunden nach Beginn der Geiselnahme stürmte die Polizei um 2:14 Uhr Ortszeit das Café. Bei der Geiselnahme kamen drei Personen, darunter der Geiselnehmer, ums Leben, vier weitere wurden verletzt.

## Ablauf

### Geiselnahme und Verhandlungen

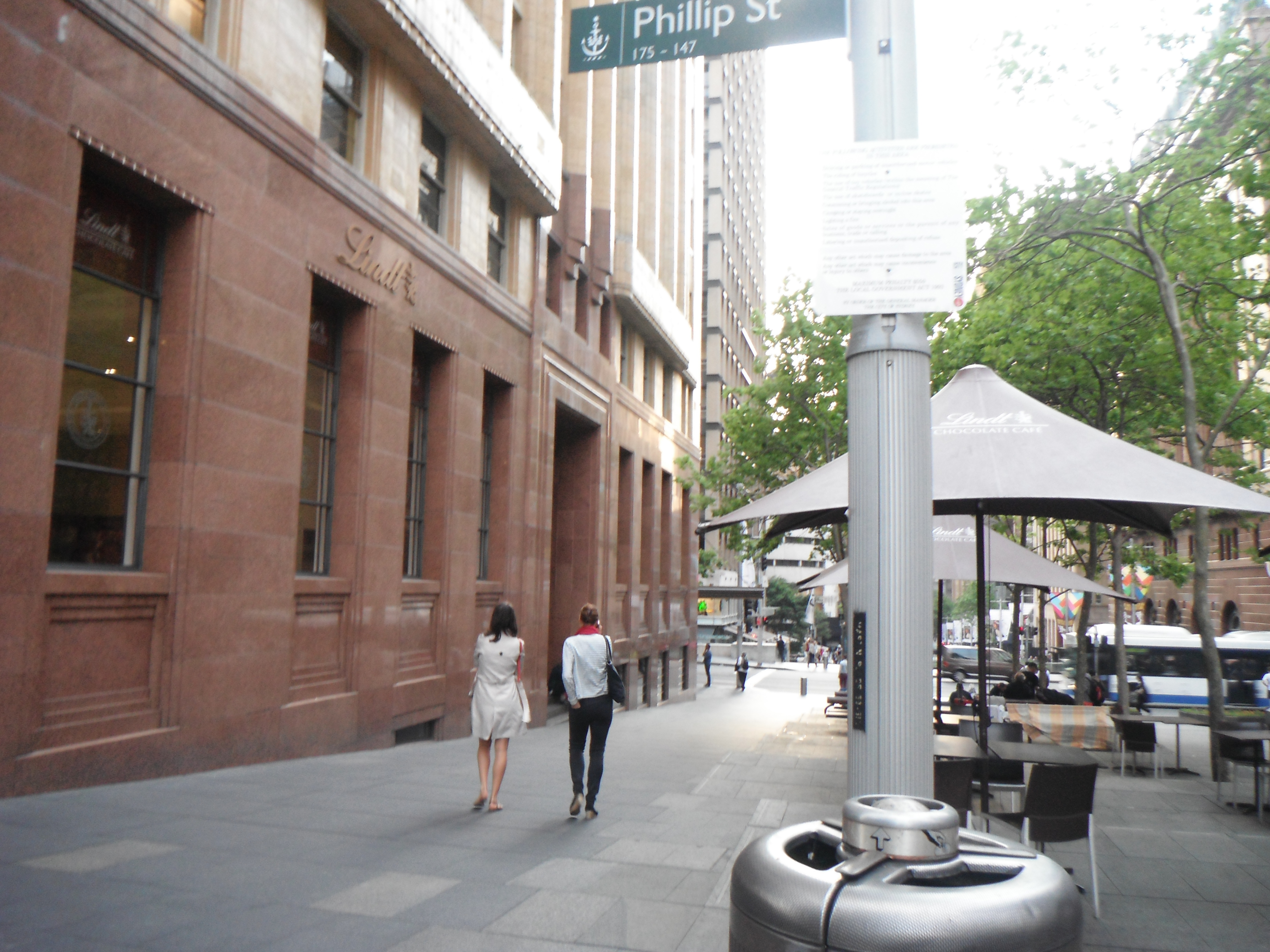
Das Lindt Chocolate Café am Martin Place

Die Geiselnahme ereignete sich im Lindt Chocolate Café am 53 Martin Place. Der Martin Place ist die größte Fußgängerzone und das bürgerliche Zentrum Sydneys. Sie begann, als um 9:44 Uhr Ortszeit der 50-jährige Geiselnehmer Man Haron Monis eine Schrotflinte zog und erklärte, dass er ein Repräsentant des Islamischen Staates und dies ein terroristischer Angriff sei. Er gab an, er habe zudem Bomben in dem Gebäude versteckt und die 17 Kunden und Angestellten im Café müssten seinen Anweisungen Folge leisten. Er schaltete die Automatik der Schiebetüren des Cafés ab, Passanten alarmierten die Polizei.
Monis wollte die Geiselnahme als mediale Bühne nutzen; er zwang Angestellte des Cafés, bei Fernseh- und Radiosendern anzurufen und seine Forderungen zu übermitteln. Er zwang zudem vier Frauen, einzeln seine Forderungen vor einem schwarzen Banner mit der arabischen Schahāda vorzutragen, eine Videoaufzeichnung davon veröffentlichte er auf YouTube. Für ein im Radio übertragenes Telefonat mit dem australischen Premierminister Tony Abbott wollte er fünf Geiseln freilassen; für die Erklärung der australischen Regierung, dass dies ein Terroranschlag im Namen des Islamischen Staates sei, wollte er zwei weitere Geiseln freilassen. Eine zusätzliche Geisel wollte er zudem freilassen, wenn ihm die Flagge des Islamischen Staates übergeben werde. Die Polizei verhandelte mit Monis, keine der Forderungen wurde erfüllt. Die Videoaufzeichnungen der Geiseln wurden auf YouTube zügig gelöscht und von den Medien nicht gezeigt; diese berichteten jedoch live von der Geiselnahme.
Monis zwang zwei Geiseln, das schwarze Banner mit der arabischen Schahāda gegen ein Fenster zu halten. Das Banner wurde anfangs für die Flagge des Islamischen Staates gehalten. Der Geiselnehmer wurde als bärtig, mit einem weißen T-Shirt und einer schwarzen Mütze bekleidet und mit einem Gewehr ausgestattet beschrieben. Laut mehreren Berichten erklärte Monis, dass er vier „Geräte“ im Stadtgebiet platziert habe. Eine Suche führte zu keinem Ergebnis. Die New South Wales Police bezeichnete das Ereignis als terroristischen Angriff.

### Flucht einiger Geiseln
Um 15:37 Uhr entkamen zwei Geiseln durch den Haupteingang des Gebäudes; eine dritte Geisel, ein Angestellter, entkam durch einen Notausgang. Um 16:58 Uhr flohen zwei weitere weibliche Geiseln, beides Angestellte, durch einen anderen Seiteneingang. Eine der entkommenen Geiseln wurde wegen einer bereits zuvor bestehenden Erkrankung in ein Krankenhaus eingeliefert.
In der Nacht um 2:08 Uhr floh eine Gruppe von fünf Geiseln, eine weitere Geisel folgte kurz darauf.

### Erstürmung
Der Manager des Cafés versuchte, dem 50-jährigen selbsternannten Prediger die Waffe zu entreißen, als dieser gegen 02:00 Uhr eingeschlafen schien. Nachdem der Geiselnehmer den Manager daraufhin gezwungen hatte, sich auf den Boden zu knien, und ihm in den Hinterkopf geschossen hatte, stürmte eine Polizeieinheit unter Einsatz mehrerer Blendgranaten in das Lokal. Zwei Geiseln, der 34-jährige Manager des Cafés Tori Johnson und die 38-jährige Rechtsanwältin Katrina Dawson, sowie der Geiselnehmer starben, vier Geiseln sowie ein Polizist wurden verletzt. Die dreifache Mutter Dawson erlitt nach einigen Berichten bei der Erstürmung einen „Herzanfall“ und verstarb auf dem Weg in das Krankenhaus, während andere Quellen berichteten, sie habe eine schwangere Kollegin vor Schüssen schützen wollen und sei dabei selbst tödlich getroffen worden.
Anderthalb Monate später wurde bei einer Anhörung am Untersuchungsgericht des Staates New South Wales protokolliert, dass Katrina Dawson von Querschlägern getroffen wurde, durch „Fragmente einer oder mehrerer Polizei-Kugeln“. Dawson habe rasch das Bewusstsein verloren und sei gestorben.

## Maßnahmen und Auswirkungen

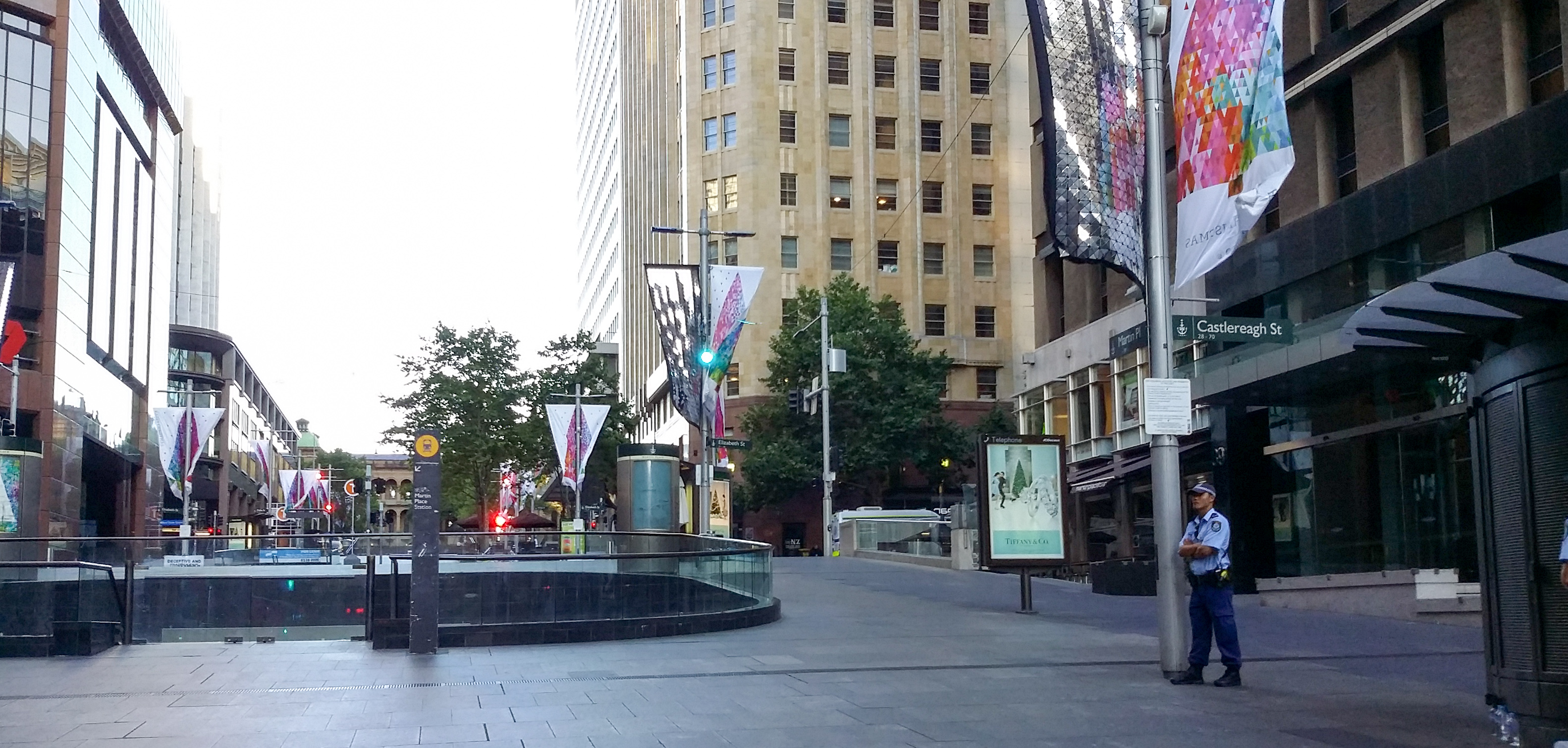
Eine Polizeisperre am Martin Place

Die Geiselnahme ereignete sich in der zentralen Innenstadt am Martin Place, der größten Fußgängerzone und dem kommerziellen Zentrum von Sydney.

### Verkehr
Wegen der Geiselnahme hielten Nahverkehrszüge nicht am Bahnhof „Martin Place“. Transport New South Wales forderte Reisende dazu auf, die Stadtviertel zu umgehen. Es kam zu zahlreichen Straßensperren. Aus Richtung Süden gab es keinen Zugang zum Cahill Expressway, der York Street und der Harbour Street. Aus Richtung Norden gab es ebenfalls keinen Zugang zum Cahill Expressway, der gesamte Verkehr wurde zum Sydney-Harbour-Tunnel umgeleitet. Der Verkehr in Richtung Norden zum Western Distributor wurde über die Sydney Harbour Bridge umgeleitet.
Die lokale Niederlassung des Mietwagendienstes Uber verfügte, dass für Fahrten aus der Stadt ein Mindestpreis von 100 AUD berechnet wird. Nach einer Kritikwelle verkündete Uber jedoch, dass Fahrten aus dem Stadtzentrum von Sydney kostenlos seien, das Preisminimum von 100 AUD für Fahrten ins Stadtzentrum jedoch bestehen bleibe, um diese für Fahrer attraktiv zu halten.

### Evakuierungen
Schon kurz nach dem Beginn der Geiselnahme wurden Personen aus den oberen Stockwerken des Gebäudes über Leitern evakuiert. Das Sydney Opera House wurde nach dem Fund eines verdächtigen Pakets geräumt. Das US-amerikanische Konsulat in Sydney, das sich am Martin Place befindet, wurde ebenfalls evakuiert.
Die Polizei wies Anwohner an, sich nicht ins Freie zu begeben und sich von Fenstern fernzuhalten. Die Commonwealth Bank, Westpac und Australia and New Zealand Banking Group schlossen ihre Niederlassungen im Stadtzentrum. Die State Library of New South Wales wurde ebenfalls geschlossen. Zahlreiche andere Gebäude, darunter die Niederlassungen der Handelskette David Jones Limited, Büros des New South Wales Parliament, das Downing Center und mehrere Justizgebäude, wurden evakuiert. Die Gebäude des Seven Network, die sich direkt gegenüber dem Café befinden, wurden gesperrt.
Mehrere Schulen in Sydney wurden wegen der Geiselnahme geschlossen, so dass niemand das Schulgelände verlassen konnte.

## Reaktionen

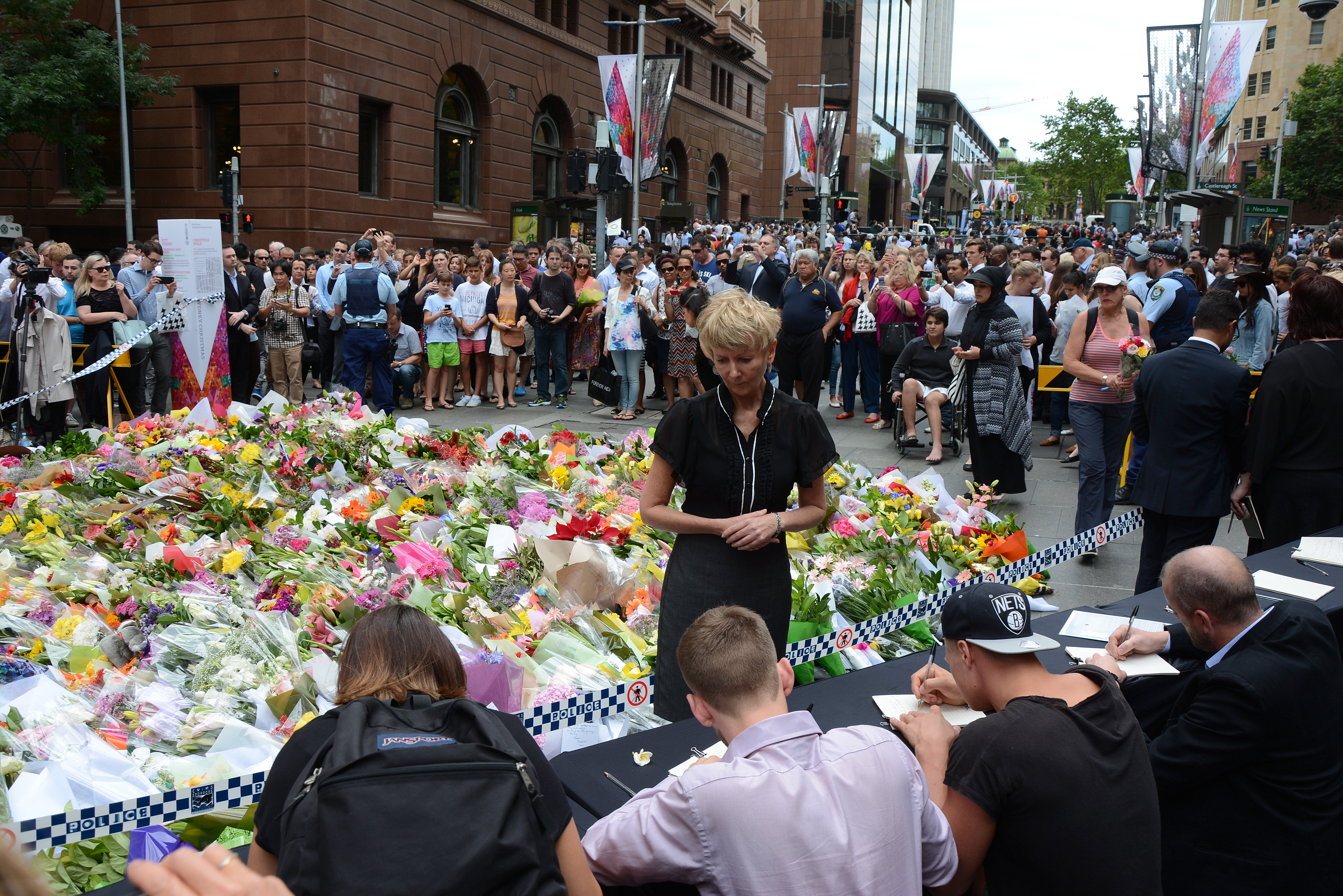
Kondolenzbekundungen am Martin Place

### Regierung
Der Premierminister von Australien, Tony Abbott, berief das National Security Committee of Cabinet ein und ließ sich über die Situation unterrichten. Abbott erklärte, „Die Australier können sich sicher sein, dass die Justiz und die Behörden gut trainiert und ausgestattet sind und auf das Geschehen in einer sorgfältigen und professionellen Weise reagieren.“ Er ergänzte später: „Der Zweck von politisch motivierter Gewalt ist es, Menschen dazu zu zwingen, nicht mehr sie selbst zu sein. Australien ist eine friedliche, offene und edelmütige Gesellschaft. Nichts soll das je verändern, und deshalb fordere ich heute alle Australier auf, ihren Angelegenheiten wie üblich nachzugehen.“
Der Premierminister von New South Wales, Mike Baird, verlautbarte: „Wir werden heute auf die Probe gestellt … in Sydney. Die Polizei wird auf die Probe gestellt, die Öffentlichkeit wird auf die Probe gestellt, aber wir werden diese Prüfung frontal angehen, und wir werden eine starke demokratische, zivilisierte Gesellschaft bleiben. Ich habe volles Vertrauen in den Polizeipräsidenten und die hervorragende Arbeit der New South Wales Police.“

### Zivilgesellschaft
Aus Besorgnis über mögliche antimuslimische Reaktionen wurde eine Graswurzelbewegung namens #illridewithyou in sozialen Medien initiiert, die allein im öffentlichen Verkehr reisende Muslime bei Bedarf unterstützen sollte.

### Muslimische Organisationen
Sanier Dandan, Präsident der Libanese Muslim Association, sagte gegenüber ABC News, dass die Funktionäre der australischen Muslime sich online unterredeten und eine geeignete Reaktion besprächen. Er sagte, dass es unbekannt sei, ob der oder die Verantwortlichen Beziehungen zur muslimischen Gemeinde hätten, und fügte hinzu: „Unabhängig davon haben wir eine Geiselnahme. Egal ob es sich um jemanden handelt, der zur australischen muslimischen Gemeinde zählt oder nicht, wir warten auf Informationen, auf deren Grundlage wir entscheiden werden, ob die muslimische Gemeinde etwas tun kann oder unterstützend eingreifen kann.“ Ibrahim Abu Mohamed, der Großmufti von Australien, verurteilte die Tat in einer Stellungnahme. Im Laufe des Nachmittags des 15. Dezember veröffentlichten Muslime eine Stellungnahme, in der sie die Tat verurteilten.